# Xavier Villaurrutia
Xavier Villaurrutia González (Ciudad de México, 27 de marzo de 1903-Ciudad de México, 25 de diciembre de 1950) fue un escritor mexicano que cultivó los géneros de poesía, crítica literaria y dramaturgia. Ganó un premio poético histórico con Canto a la primavera y otros poemas. Fue miembro del grupo de los Contemporáneos junto con Salvador Novo, Jaime Torres Bodet, Gilberto Owen, Jorge Cuesta y otros.

## Biografía
Inició sus estudios en el Colegio Francés de Ciudad de México, más tarde, en la Escuela Nacional Preparatoria, inició su amistad con Salvador Novo y Jaime Torres Bodet.
Comenzó estudios superiores de derecho, que luego abandonó para dedicarse por completo  a las letras. Hizo estudios de teatro en el Departamento de Bellas Artes. Becado en 1935 por la Fundación Rockefeller, estudió arte dramático durante un año en la Universidad de Yale de New Haven, Connecticut, Estados Unidos (en compañía de Rodolfo Usigli).
Formó parte del grupo llamado Los contemporáneos, sus integrantes se autodefinían como “grupo de sociedades”, “grupo sin grupo”, “grupo de amigos”, “grupo de forajidos”.
En unión con Salvador Novo dirigió la revista Ulises del año 1927 a 1928 publicando solo 6 números de la revista. Tiempo después, colaboró en el Teatro Ulises y en revistas como Contemporáneos, Ulises y Taller, Letras de México (1937-1977), El Hijo Pródigo (1943-1946), Nuestro México, Romance, La Falange, Antena, Revista de Revistas, El Universal Ilustrado, El Espectador, el seminario Hoy, el suplemento «México en la Cultura» del diario Novedades. Colaboró además en la revista Barandal, creada por Rafael López Malo, Arnulfo Martínez Lavalle, Salvador Toscano y Octavio Paz en 1931 cuando se encontraban en la Escuela Nacional Preparatoria en Ciudad de México.
Junto con Fernando de Fuentes, escribió el guion de la película Vámonos con Pancho Villa (1935). Asimismo coescribió los guiones de Cinco fueron escogidos, La mujer de todos. Es autor de los guiones El espectro de la novia, La mujer sin cabeza, Distinto amanecer (1943), La mujer legítima. 
Fue profesor de literatura en la Universidad Nacional de México y jefe de la sección teatral del Departamento de Bellas Artes.
Muere en Ciudad de México en 1950 sin poder ver representada su producción dramática Tragedia de las equivocaciones, la cual fue estrenada después de su muerte.

## Obra

### Poesía
Inspirado en la obra de López Velarde, pero influido definitivamente por el surrealismo, su obra poética se distinguió por su oscuridad y sus referencias a imágenes de abandono, de desolación, y de una presencia y relación constante con la muerte. Sus primeros poemas se originan en 1919. Entre sus primeras publicaciones se encuentran Ocho poetas (1923), Reflejos (1926), Dos nocturnos (1931), Nocturnos (1931), Nocturno de los angeles (1936), Nocturno rosa (1937), Nocturno mar (1937), Nostalgia de la muerte (1938), Décima muerte y otros poemas no coleccionados (1941), Canto a la primavera y otros poemas (1948), Poesía y teatro completos (1953), siendo sus obras más destacadas:
- Primeros poemas

- Reflejos (1926)
- Nocturnos (1931)
- Nostalgia de la muerte (1938), considerado como el libro central de Villaurrutia por su calidad poética.
- Décima muerte (1941)
- Cantos a la primavera y otros poemas (1948).

Para Alí Chumacero, la poesía de Villaurrutia tuvo tres etapas importantes, en el primer periodo se hace patente su predilección por el engaño del juego que llega a confundirse con la inteligencia; el segundo periodo es considerado como su mejor época creadora donde la emoción se somete a la estricta vigilancia de las facultades intelectuales, en un justo equilibrio que lo hizo escribir sus más profundos poemas y en el tercer periodo la emoción sobrepone a la inteligencia con tal ímpetu que la obliga a restringir su ejercicio solo a la superficie de formas métricas.

### Drama
En su obra dramática Villaurrutia se acerca al expresionismo y combina la revisión de los mitos, la reflexión sobre la muerte y el neopsicologismo (la lectura de Freud influyó en las tramas de amor y celos de La mujer legítima (1943) y Juego peligroso (1949). Destacan La hiedra (1941), que revive el mito de Fedra, y Autos profanos (1943). Su preocupación por la muerte aparece especialmente en Invitación a la muerte (1944), adaptación moderna del Hamlet de Shakespeare, pero también en La mulata de Córdoba (1948) y Tragedia de las equivocaciones (1951).
Si en la intención dramática de Villaurrutia al escribir Invitación a la muerte fue el presentar la psicología del mexicano, habría que concluir que lo considera un ser pasivo, imposibilitado para objetivizarse, concordando en esto con Rodolfo Usigli, y con una herencia de odio/amor que le impide hacer uso de su libertad para cambiar su circunstancia. El personaje de Alberto es el más delineado, a pesar de su complejidad psicológica; en comparación, los demás personajes quedan desdibujados, especialmente Aurelia y El Joven, de quienes la obra no presenta información suficiente para integrar un humano completo. La importancia del espacio teatral llega a ser en esta obra casi un personaje, la casa funeraria y la casa materna distan mucho de ser el espacio social de la alta comedia, han alcanzado a corporizar el tema de la obra, el cual actúa como un espejo en donde se multirreflejan los signos dramáticos. Esta obra junto con el teatro de Usigli, especialmente El Gesticulador, es fundadora del teatro mexicano moderno.

## Libreto de ópera
La mulata de Córdoba, ópera en un acto. Libreto escrito en colaboración con Agustín Lazo. Música de José Pablo Moncayo. Estrenada en el Palacio de las Bellas Artes en 1948.

## Narrativa
En 1928 Villaurrutia publica Dama de Corazones su única novela conocida. Apareció en la revista Ulises dirigida por él mismo y por Salvador Novo. Esta obra es de una extraordinaria lírica, mediante ella Xavier logra transmitir sensiblemente la vida interna de sus personajes. Está influenciada por las lecturas que tenía tanto él cómo sus contemporáneos, siendo referentes entre ellos: Valéry, Proust, Apollinaire, Cocteau, Baudelaire, Juan Ramón Jiménez, Machado, Eliot y más destacado André Gide con Viaje Inmóvil y El regreso del hijo pródigo.
Es un contrapunto de lo que se estaba escribiendo en ese entonces en el México sumido en la postrevolución mexicana, pues se apostaba en ese entonces por obras como La sombra del caudillo de Martín Luis Guzmán (1929).

### Otros trabajos literarios
A Villaurrutia se le reconoce también por su amplia labor como crítico literario, lo que se refleja en la edición de dos revistas, fundadas junto con Salvador Novo: Ulises (1927-1928) y Contemporáneos (1928-1931). Se desempeñó en la traducción de autores al español, entre los que encontramos la obra de Antón Chéjov, William Blake y André Gide. Escribió un guion cinematográfico llamado La mujer de todos en 1946 y el ensayo Textos y pretextos en 1949.